# Asphondylia xanthii
Asphondylia xanthii är en tvåvingeart som beskrevs av Ephraim Porter Felt 1936. Asphondylia xanthii ingår i släktet Asphondylia och familjen gallmyggor. Inga underarter finns listade i Catalogue of Life.